# 自身反义词
一個字或詞有多個意思，其中兩個意思截然相反，這種字或詞就是自身反义词。

## 形成
自身反义词有多種形成機制。常見的有：

### 語義引申
“置”有置之不理的意思，於是引申出“廢棄不理”的意思。如《國語•周語》：「今以小忿棄之，是以小怨置大德也。」韋昭注：「置，廢也。」
“置”又有設置的意思，於是引申出“營造、辦理”的意思。如《墨子•明鬼下》：「其始建國營都，日必擇國之正壇，置以為宗廟。」

### 詞性活用
英語的dust本是名詞，意为“灰塵”，活用做動詞，成爲和灰塵相關的動作行爲。可以是“除塵”的意思，如"The guy dusts the room because it is dusty"。也可以是“用灰塵弄髒”的意思。如"The dirty guy dusts the room"。

### 句子成分省略
“借”“租”可以指物主把東西借或租出去，也可以指客戶把東西借或租進來。英語明確用borrow表示借進，用lend表示借出。但是borrow的德語同源詞borgen和lend的德語同源詞leihen都和漢語一樣，既可以指借出，也可以指借進。
“他缺錢，我就借（給他）一百塊。”省略了"給他"，只能通過上下文理解爲借出。“我缺錢，我就（從他那）借一百塊。”省略了"從他那"，只能通過上下文理解爲借入。
“救”本是指“救人於災難中”。“救人於火”省略了“於火”，“救人”的“救”就意味着“保護”。“救人於火”省略了“人”和介詞“於”，“救火”的“救”就意味着“消滅”。

### 同形词
部分词语可能写法相同，但词源不同，从而意义也不同甚至相反。例如cleave“劈开”和“黏着”的意义就分别来源自古英语的cleofan和clifian，并且最初来自原始印欧语的*glewbʰ-和*klibāną。

## 舉例

### 漢語
- 置：“廢棄”[a]對“營造”[b]。
- 擾：“安顿”†[c]對“攪擾”[d]。
- 租：“租出”[e]對“租進”[f]。
- 借：“借出”[g]對“借進”[h]。
- 救：“保護”[i]對“消滅”[j]。
- 前：“過去”[k]對“未來”[l]。
- 走心：“分心”[m]对“专心”[n]。

### 英語
- cleave：“粘著”[o]對“劈開”[p]。
- dust：“除塵”[q]對“以灰塵弄髒”[r]。。

### 德語
- aufheben：“留存”對“廢除”（類似漢語“置”）。
- einstellen：“安裝”對“廢止”。
- leihen：“借出”對“借進”。
- borgen：“借出”對“借進”。